# Viaduc Salah-Bey
Le viaduc Salah-Bey est un pont à haubans franchissant les gorges du Rhummel à Constantine en Algérie. Long de 1 119 mètres, il relie le centre de la ville (quartiers Les Combattants, Bellevue et la cité Kouhil Lakhdar) et le plateau de Mansourah à l'est. 

## Historique
Le pont Salah-Bey est construit par le groupe brésilien Andrade Gutierrez (en), les travaux ont débuté en 2010 pour être terminés en juillet 2014.
Le pont Salah-Bey a été inauguré le 26 juillet 2014 par le premier ministre Abdelmalek Sellal et baptisé en hommage à Salah Bey qui fut bey de Constantine, de 1771 à 1792.

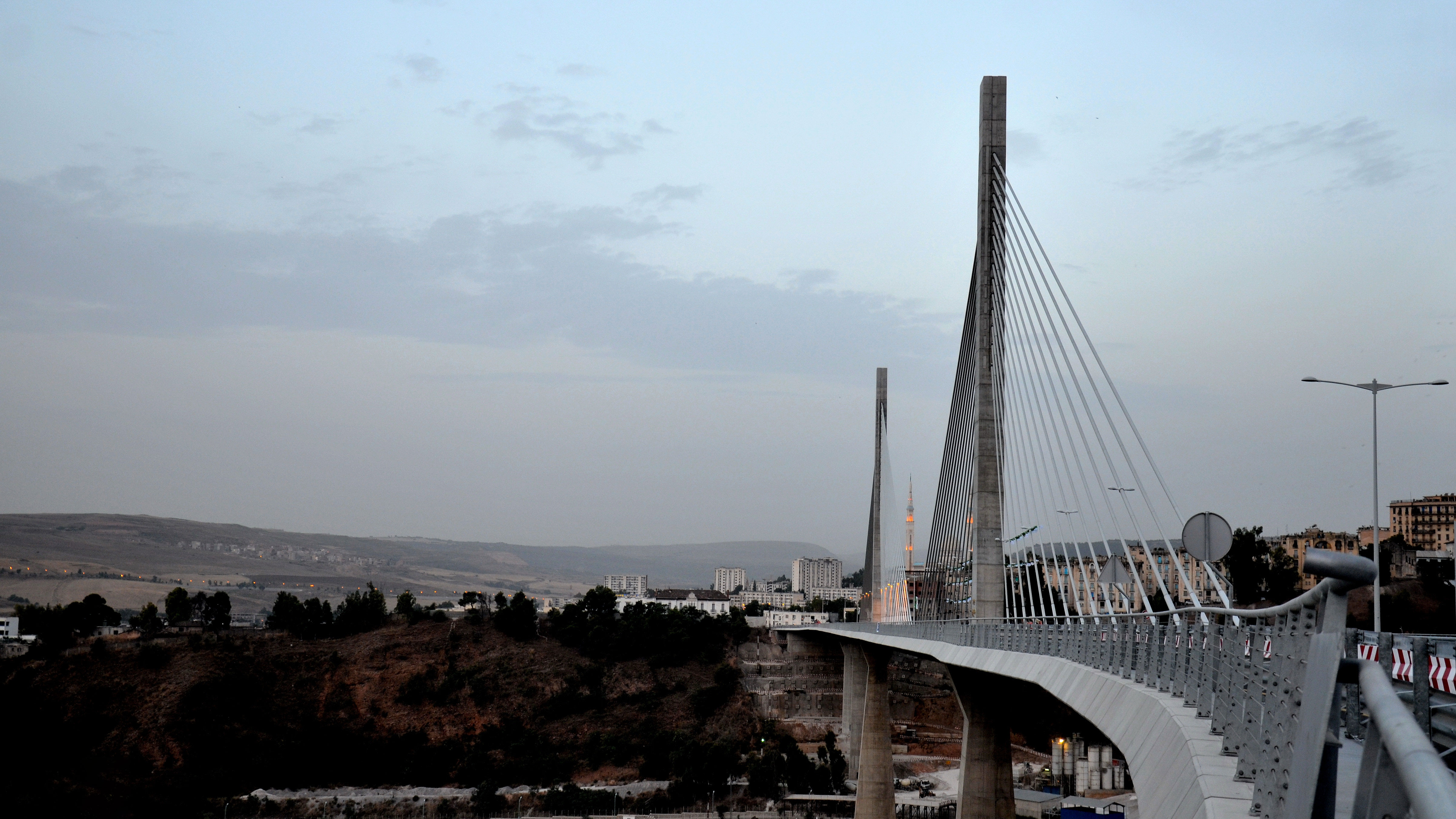
Constantine, le pont Salah-Bey

## Caractéristiques
Le pont Salah-Bey est le huitième pont de Constantine, le plus long avec 756 mètres pour le viaduc principal et 4,3 km, en incluant les connexions et les accès. Il repose sur huit haubans principaux et les deux piliers culminent à 130 mètres. 